# McHale's Navy (film, 1997)
 (septembre 2024).
Si vous disposez d'ouvrages ou d'articles de référence ou si vous connaissez des sites web de qualité traitant du thème abordé ici, merci de compléter l'article en donnant les références utiles à sa vérifiabilité et en les liant à la section « Notes et références ».
Pour plus de détails, voir Fiche technique et Distribution.
McHale's Navy est un film américain réalisé par Bryan Spicer, sorti en 1997.

## Synopsis
Postés depuis des années dans les Caraïbes, des marins voient soudainement débarquer une nouvelle recrue.

## Fiche technique
- Titre original et français : McHale's Navy
- Réalisation : Bryan Spicer
- Scénario : Peter Crabbe et Andy Rose
- Musique : Dennis McCarthy
- Pays d'origine :  États-Unis
- Sociétés de production : Universal Pictures et The Bubble Factory
- Genre : Comédie
- Durée : 108 minutes
- Date de sortie : 18 avril 1997

## Distribution
- Tom Arnold : le lieutenant-commandant Quinton McHale, Jr.
- Dean Stockwell : le capitaine Wallace B. Binghamton
- Debra Messing : la lieutenante (plus tard la lieutenante-commandante) Penelope Carpenter
- Ernest Borgnine : le contre-amiral (moitié supérieure) Quinton McHale, Sr.
- David Alan Grier : l'enseigne (plus tard le lieutenant JG) Charles T. Parker
- Tim Curry : le major Vladakov
- Bruce Campbell : le maître de 1re classe Virgil (homme à dames, pointeur/mitrailleur)
- French Stewart : le marin joyeux (vit dans une cabane dans les arbres, belvédère)
- Brian Haley (en) : l'apprenti marin Christy (le muscle de l'équipage)
- Danton Stone : le maître de 2e classe Gruber (Smokes cigars and plays poker)
- Henry Cho : le maître de 3e classe Willie (technical expert)
- Tommy Chong : Armando / Ernesto

## Distinctions
- 1 prix au Razzie Awards en 1998 :
  - Razzie Award du pire prequel, remake, plagiat ou suite